# Ernst Pistulla
Ernst Anton Pistulla, född 28 november 1906 i Goslar, död 14 september 1944, var en tysk boxare.
Pistulla blev olympisk silvermedaljör i lätt tungvikt i boxning vid sommarspelen 1928 i Amsterdam.